# جوردن تيل
جوردن تيل (بالفرنسية: Jordan Tell)‏ (10 يونيو 1997 في فرنسا - ) هو لاعب كرة قدم فرنسي في مركز الهجوم. لعب مع ستاد رين.

## وصلات خارجية
- جوردن تيل على موقع قاعدة بيانات كرة القدم.إي يو (الإنجليزية)
- جوردن تيل على موقع ناشيونال فوتبول تيمز (الإنجليزية)
- جوردن تيل على موقع Soccerway.com (الإنجليزية)
- جوردن تيل على موقع عالم كرة القدم.نت (الإنجليزية)
- جوردن تيل على موقع GSA (الإنجليزية)